# 唐古拉齿缘草
唐古拉齿缘草（学名：Eritrichium tangkulaense）是紫草科齿缘草属的植物，为中国的特有植物。分布在中国大陆的西藏、新疆、甘肃等地，生长于海拔3,500米至4,900米的地区，常生长在路边、山坡、河滩沙砾地或石山岩缝中，目前尚未由人工引种栽培。